# Садальский, Влодзимеж
Влодзи́меж Сада́льский (пол. Włodzimierz Sadalski; 29 августа 1949, Познань) — польский волейболист, чемпион мира 1974 года, чемпион Игр XXI Олимпиады. Волейбольный тренер, с 1987 по 1992 год — главный тренер мужской сборной Финляндии.

## Биография
Влодзимеж Садальский начинал спортивную карьеру в команде Студенческого спортивного союза из Познани, затем выступал за варшавскую «Скру» (1966—1974) и «Пломень-Миловице» из Сосновца (1975—1979), в составе которого два раза выигрывал чемпионат Польши, а в сезоне-1977/78 стал обладателем Кубка европейских чемпионов.
За сборную Польши играл с 1970 по 1977 год, провёл 186 матчей. Чемпион мира (1974), олимпийский чемпион (1976), дважды серебряный призёр чемпионатов Европы (1975 и 1977). Заслуженный мастер спорта Польши, один из лучших связующих в истории польского волейбола. Награждён двумя золотыми медалями «За выдающиеся спортивные достижения» и Золотым Крестом Заслуги.
С 1979 года жил и работал в Финляндии. В течение трёх сезонов выступал за «Тиикерит» из Кокколы, затем играл в команде «Куула» (Юливиеска). По завершении спортивной карьеры стал заниматься тренерской деятельностью. Наибольших успехов добился с клубом «Майла-Юссит» из города Сейняйоки — под руководством Водека, как называют Садальского в Финляндии, эта команда в 1985 году выиграла Кубок страны, а в сезонах 1985/86 и 1986/87 годов одержала две подряд победы в национальном чемпионате.
В 1987 году стал главным тренером мужской сборной Финляндии. В 1991 году вывел сборную Суоми в финальную стадию чемпионата Европы, где она заняла 8-е место. В 1992 году Садальского посту главного тренера национальной команды Финляндии сменил российский специалист Вячеслав Платонов.
В 2008—2021 годах возглавлял отдел Польского волейбольного союза по спортивной подготовке сборных резерва.

## Результаты выступлений
- Олимпийские игры: 1976 — чемпион (провёл 6 матчей).
- Чемпионаты мира: 1970 — 5-е место, 1974 — чемпион.
- Чемпионаты Европы: 1975, 1977 — серебряный призёр.
- Кубок мира: 1977 — 4-е место.
- Чемпион Польши (1976/77, 1978/79), серебряный призёр чемпионатов Польши (1974/75, 1975/76).
- Обладатель Кубка европейских чемпионов (1977/78), бронзовый призёр (1978/79).